# CD164
A proteína do núcleo de sialomucina 24 também conhecida como CD164 (Grupo de diferenciação 164) é uma proteína que em humanos é codificada pelo gene CD164. O CD164 funciona como uma molécula de adesão celular.